# UEFA Women's Champions League 2014-2015 - Fase a eliminazione diretta
Questa voce raccoglie un approfondimento sulle gare della fase a eliminazione diretta dell'edizione 2014-2015 della UEFA Women's Champions League.

## Squadre partecipanti
Alla fase a eliminazione diretta partecipano 32 squadre, di cui 22 squadre qualificate direttamente ai sedicesimi e le 10 squadre qualificatesi dal turno preliminare. Le fasce per il sorteggio vengono composte in base al coefficiente UEFA dei club. Nei sedicesimi e negli ottavi di finale non possono essere accoppiate squadre dello stesso Paese o squadre che hanno disputato i preliminari nello stesso girone nella stessa estrazione vengono inoltre sorteggiati gli accoppiamenti per gli ottavi di finale. In questa fase le squadre si affrontano in partite di andata e ritorno, eccetto che nella finale.
Teste di serie:
- Olympique Lione (127.905)
- Wolfsburg (78.249)
- Torres (68.035)
- FC Rosengård (54.295)
- Fortuna Hjørring (47.550)
- 1. FFC Francoforte (47.249)
- Neulengbach (46.395)
- Brøndby (45.550)
- Sparta Praga (45.220)
- Linköping (44.295)
- Paris Saint-Germain (39.905)
- Zvezda 2005 Perm' (38.510)
- Glasgow City (29.260)
- Barcelona (25.550)
- Zurigo (23.600)
- Bristol Academy (23.305)

Non teste di serie:
- Stabæk (22.900)
- Apollon Limassol (21.280)
- Liverpool (19.305)
- MTK (16.285)
- Rjazan'-VDV (15.510)
- BIIK Kazygurt (14.270)
- Brescia (13.035)
- Twente (11.940)
- Slavia Praga (11.220)
- Stjarnan (9.610)
- Osijek (6.650)
- Pomurje (6.475)
- Medyk Konin (6.105)
- Gintra Universitetas (5.320)
- Atlético Ouriense (4.305)
- Raheny United (3.640)

## Calendario
La UEFA ha fissato il calendario della competizione e gli abbinamenti che saranno necessari nello svolgersi del torneo nella sua sede di Nyon, Svizzera
| Turno      | Sorteggio     | Andata                                                     | Ritorno                                                    |
| ---------- | ------------- | ---------------------------------------------------------- | ---------------------------------------------------------- |
| Sedicesimi | ??? 2014      | 8-9 ottobre 2014                                           | 15-16 ottobre 2014                                         |
| Ottavi     | ottobre 2014  | 8-9 novembre 2014                                          | 12-13 novembre 2014                                        |
| Quarti     | novembre 2014 | 21-22 marzo 2015                                           | 28-29 marzo 2015                                           |
| Semifinali | novembre 2014 | 18-19 aprile 2015                                          | 25-26 aprile 2015                                          |
| Finale     | novembre 2014 | 14 maggio 2015 al Friedrich-Ludwig-Jahn-Sportpark, Berlino | 14 maggio 2015 al Friedrich-Ludwig-Jahn-Sportpark, Berlino |

## Sedicesimi di finale
| Squadra 1            | Totale        | Squadra 2           | Andata | Ritorno   |
| -------------------- | ------------- | ------------------- | ------ | --------- |
| Medyk Konin          | 2-3           | Glasgow City        | 2-0    | 0-3 (dts) |
| Rjazan'-VDV          | 1-5           | FC Rosengård        | 1-3    | 0-2       |
| Brescia              | 0-14          | Olympique Lione     | 0-5    | 0-9       |
| Atlético Ouriense    | 0-9           | Fortuna Hjørring    | 0-3    | 0-6       |
| Slavia Praga         | 0-4           | Barcelona           | 0-1    | 0-3       |
| Raheny United        | 1-6           | Bristol Academy     | 0-4    | 1-2       |
| BIIK Kazygurt        | 2-6           | 1. FFC Francoforte  | 2-2    | 0-4       |
| Gintra Universitetas | 2-2 (5-4 dcr) | Sparta Praga        | 1-1    | 1-1       |
| Pomurje              | 3-7           | Torres              | 2-4    | 1-3       |
| Stabæk               | 1-3           | Wolfsburg           | 0-1    | 1-2       |
| Apollon Limassol     | 2-3           | Brøndby             | 1-0    | 1-3 (dts) |
| MTK                  | 3-4           | Neulengbach         | 1-2    | 2-2 (dts) |
| Osijek               | 2-7           | Zurigo              | 2-5    | 0-2       |
| Liverpool            | 2-4           | Linköping           | 2-1    | 0-3       |
| Twente               | 1-3           | Paris Saint-Germain | 1-2    | 0-1       |
| Stjarnan             | 3-8           | Zvezda 2005 Perm'   | 2-5    | 1-3       |

### Andata
| Arbitro: | Séverine Zinck |

|                           |           |                          |
| Gabelia 50’ Nikolić 90+1’ | Marcatori | 66’ Boquete 85’ Marozsán |

| Arbitro: | Bibiana Steinhaus |

|               |           |                                        |
| Cybutovič 75’ | Marcatori | 52’ Schmidt 64’ Marta 90+2’ Van de Ven |

| Arbitro: | Petra Chudá |

|                     |           |  |
| Sanderson 90’ (pen) | Marcatori |  |

| Arbitro: | Sandra Bastos |

|                      |           |  |
| Pajor 53’ Sikora 64’ | Marcatori |  |

| Arbitro: | Sharon Sluyts |

|                   |           |             |
| Vaičiulaitytė 81’ | Marcatori | 42’ Křivská |

| Arbitro: | Stéphanie Frappart |

|          |           |                      |
| Méry 61’ | Marcatori | 35’ Burger 47’ Tasch |

| Arbitro: | Sofia Karagiorgi |

|                        |           |                                                              |
| Joščak 10’ Andrlić 52’ | Marcatori | 45+2, 66’ Humm 54’ Deplazes 69’ (aut.) Cepernić 88’ Terchoun |

| Arbitro: | Jana Adámková |

|  |           |             |
|  | Marcatori | 56’ Fischer |

| Arbitro: | Kateryna Zora |

|  |           |            |
|  | Marcatori | 82’ García |

| Arbitro: | Rhona Daly |

|                    |           |                                               |
| Zver 53’ Rogan 55’ | Marcatori | 15’ Serrano 30’ Pinna 69’ Flaviano 88’ Maglia |

| Arbitro: | Riem Hussein |

|            |           |                            |
| Jansen 61’ | Marcatori | 10’ Asllani 20’ Cruz Traña |

| Arbitro: | Kateryna Monzul' |

|                       |           |           |
| Davison 14’ Dowie 73’ | Marcatori | 37’ Minde |

| Arbitro: | Zuzana Kováčová |

|  |           |                                          |
|  | Marcatori | 38’ Pedersen 39’ Jensen 84’ (rig.) Nadim |

| Arbitro: | Esther Staubli |

|                                         |           |                                       |
| Þorsteinsdóttir 31’ Kristjánsdóttir 65’ | Marcatori | 5, 12, 39, 89’ Nahi 90+3’ Apanaščenko |

| Arbitro: | Eleni Lampadariou |

|  |           |                                                |
|  | Marcatori | 29’, 78’ Harding 90+2 (P)’ Watts 90+4’ Natalia |

| Arbitro: | Pernilla Larsson |

|  |           |                                                     |
|  | Marcatori | 12’ Nécib 20’ Schelin 23’ Renard 56’, 67’ Le Sommer |

### Ritorno
| Arbitro: | Olga Zadinová |

|                                                          |           |  |
| Larsen 18’, 28’ Thøgersen 35’ Hovesen 69’ Nadim 76’, 87’ | Marcatori |  |

| Arbitro: | Elia Martinez |

|                                                          |                      |                                                         |
| Bertholdová 59’                                          | Marcatori            | 37’ Imanalijeva                                         |
| Hloupá Bertholdová Bartoňová Čulová Křivská Krejčiříková | Tiri di rigore 4 – 5 | Budrytė Alekperova Chapeh Chinasa Budestean Imanalijeva |

| Arbitro: | Efthalia Mitsi |

|                 |           |  |
| Mittag 20’, 35’ | Marcatori |  |

| Arbitro: | Sara Persson |

|                                 |           |  |
| Alexia 20’ Sonia 27’ Romero 57’ | Marcatori |  |

| Arbitro: | Teodora Albon |

|                                                                                   |           |  |
| Le Sommer 14’, 20’, 47’ Nécib 30’ Abily 32’, 52’, 73’ Hegerberg 45+1’ Schelin 69’ | Marcatori |  |

| Arbitro: | Monika Mularczyk |

|                           |           |                        |
| Wasser 57’ Vojteková 120’ | Marcatori | 88’ L. Nagy 90+1’ Fogl |

| Arbitro: | Linn Andersson |

|               |           |  |
| Humm 59’, 65’ | Marcatori |  |

| Arbitro: | Anastasija Pustovojtova |

|                                        |           |  |
| Love 59’ Fairlie 77’ D. O'Sullivan 94’ | Marcatori |  |

| Arbitro: | Karolina Radzik-Johan |

|                                        |           |          |
| Flaviano 66’ Tona 69’ Domenichetti 88’ | Marcatori | 56’ Zver |

| Arbitro: | Morag Pirie |

|           |           |  |
| Horan 83’ | Marcatori |  |

| Arbitro: | Katalin Kulcsár |

|                                             |           |                     |
| Kipyatkova 18’ Apanaščenko 51’ Pozdeeva 64’ | Marcatori | 75’ Kristjánsdóttir |

| Arbitro: | Vesna Budimir |

|                                              |           |  |
| Marozsán 40’ Garefrekes 73’ Šašić 75’, 90+3’ | Marcatori |  |

| Arbitro: | Gyöngyi Gaál |

|                        |           |          |
| Graham Hansen 12’, 84’ | Marcatori | 56’ Wiik |

| Arbitro: | Amy Rayner |

|                                             |           |               |
| Boye Sørensen 40’ Thestrup 104’ Madsen 112’ | Marcatori | 95’ Sanderson |

| Arbitro: | Cristina Dorcioman |

|                     |           |  |
| Rolfö 24’, 50’, 56’ | Marcatori |  |

| Arbitro: | Marija Kurtes |

|                       |           |              |
| Natalia 50’ James 59’ | Marcatori | 74’ Slattery |

## Ottavi di finale
| Squadra 1           | Totale | Squadra 2            | Andata | Ritorno |
| ------------------- | ------ | -------------------- | ------ | ------- |
| Zurigo              | 4-5    | Glasgow City         | 2-1    | 2-4     |
| FC Rosengård        | 4-1    | Fortuna Hjørring     | 2-1    | 2-0     |
| Paris Saint-Germain | 2-1    | Olympique Lione      | 1-1    | 1-0     |
| Neulengbach         | 0-11   | Wolfsburg            | 0-4    | 0-7     |
| Linköping           | 5-3    | Zvezda 2005 Perm'    | 5-0    | 0-3     |
| Barcelona           | 1-2    | Bristol Academy      | 0-1    | 1-1     |
| 1. FFC Francoforte  | 9-0    | Torres               | 5-0    | 4-0     |
| Brøndby             | 5-2    | Gintra Universitetas | 5-0    | 0-2     |

### Andata
| Arbitro: | Gyöngyi Gaál |

|                        |           |              |
| Mittag 12’ Schmidt 66’ | Marcatori | 66’ Pedersen |

| Arbitro: | Olga Zadinová |

|                                                          |           |  |
| Rohlin 11’ Harder 26’ Rolfö 37’ Eriksson 39’ Knudsen 75’ | Marcatori |  |

| Arbitro: | Kateryna Monzul' |

|            |           |           |
| Alushi 49’ | Marcatori | 21’ Petit |

| Arbitro: | Cristina Dorcioman |

|  |           |                      |
|  | Marcatori | 26’ (aut.) Corredera |

| Arbitro: | Sara Persson |

|                                                        |           |  |
| Šašić 7’, 31’ Garefrekes 15’ Boquete 19’ Laudehr 45+1’ | Marcatori |  |

| Arbitro: | Esther Azzopardi |

|                                                         |           |  |
| Lahmti 6’ Madsen 16’, 21’ Ali Abu Alful 47’ Nielsen 89’ | Marcatori |  |

| Arbitro: | Efthalia Mitsi |

|  |           |                                               |
|  | Marcatori | 16’, 79’ Müller 63’ (aut.) Vojteková 81’ Popp |

| Arbitro: | Stéphanie Frappart |

|                      |           |           |
| Humm 10’ Stierli 59’ | Marcatori | 52’ Brown |

### Ritorno
| Arbitro: | Jana Adámková |

|  |           |                                                 |
|  | Marcatori | 33’ Marozsán 41’ (aut.) Piacezzi 45’, 88’ Šašić |

| Arbitro: | Riem Hussein |

|                              |           |  |
| Vanagaitė 11’ Alekperova 42’ | Marcatori |  |

| Arbitro: | Teodora Albon |

|                                                                    |           |  |
| Magull 3’, 32’ Popp 24’ Wagner 63’, 65’ Fischer 89’ Bernauer 90+1’ | Marcatori |  |

| Arbitro: | Katalin Kulcsár |

|  |           |            |
|  | Marcatori | 80’ Alushi |

| Arbitro: | Pernilla Larsson |

|                                               |           |                        |
| Grant 55’ Ross 64’ (rig.) Love 81’ Lappin 87’ | Marcatori | 45+9’ Zehnder 66’ Humm |

| Arbitro: | Sandra Bastos |

|                                         |           |  |
| Pantjuchina 1’ Nahi 58’ Andrushchak 86’ | Marcatori |  |

| Arbitro: | Monika Mularczyk |

|  |           |                              |
|  | Marcatori | 44’ (rig.) Marta 77’ Schmidt |

| Arbitro: | Anastasija Pustovojtova |

|                  |           |            |
| Watts 83’ (rig.) | Marcatori | 40’ Losada |

## Quarti di finale
Le gare si svolgono a marzo, con andata nei giorni 21 e 22, ritorno il 28 e 29
| Squadra 1       | Totale      | Squadra 2           | Andata | Ritorno |
| --------------- | ----------- | ------------------- | ------ | ------- |
| Bristol Academy | 0 - 12      | 1. FFC Francoforte  | 0-5    | 0-7     |
| Wolfsburg       | 4 - 4 (gfc) | FC Rosengård        | 1-1    | 3-3     |
| Glasgow City    | 0 - 7       | Paris Saint-Germain | 0-2    | 0-5     |
| Linköping       | 1 - 2       | Brøndby             | 0-1    | 1-1     |

### Andata
| Arbitro: | Pernilla Larsson |

|  |           |                                                                  |
|  | Marcatori | 36’ Boquete 45’ Schmidt 66’ Marozsán 78’ Islacker 81’ Garefrekes |

| Arbitro: | Monika Mularczyk |

|  |           |                   |
|  | Marcatori | 14’ (aut.) Rohlin |

| Arbitro: | Riem Hussein |

|  |           |                          |
|  | Marcatori | 19’ Lahmari 53’ Hamraoui |

| Arbitro: | Stéphanie Frappart |

|           |           |           |
| Faißt 66’ | Marcatori | Marta 56’ |

### Ritorno
| Arbitro: | Bibiana Steinhaus |

|           |           |             |
| Madsen 6’ | Marcatori | 44’ Knudsen |

| Arbitro: | Esther Staubli |

|                                          |           |                        |
| Marta 24’ Mittag 42’ Gunnarsdóttir 90+3’ | Marcatori | 4’, 81’ Popp 55’ Peter |

| Arbitro: | Gyöngyi Gaál |

|                                                                      |           |  |
| Lappin 26’ (aut.) Delie 54’, 68’ Delannoy 65’ (rig.) Dali 87’ (rig.) | Marcatori |  |

| Arbitro: | Sandra Bastos |

|                                                                            |           |  |
| Andō 8’ Marozsán 38’ Islacker 58’, 68’, 75’ Störzel 87’ Löber 90+3’ (rig.) | Marcatori |  |

## Semifinali
Le semifinali si svolgono in aprile nei giorni 18-19 e 25-26
| Squadra 1          | Totale | Squadra 2           | Andata | Ritorno |
| ------------------ | ------ | ------------------- | ------ | ------- |
| Wolfsburg          | 2 - 3  | Paris Saint-Germain | 0-2    | 2-1     |
| 1. FFC Francoforte | 13 - 0 | Brøndby             | 7-0    | 6-0     |

### Andata
| Arbitro: | Pernilla Larsson |

|  |           |                                    |
|  | Marcatori | 12’ (rig.) Delannoy 26’ Cruz Traña |

| Arbitro: | Katalin Kulcsár |

|                                                                             |           |  |
| Šašić 10’ (rig.), 32’, 62’, 69’ Sevecke 28’ (aut.) Marozsán 41’ Laudehr 46’ | Marcatori |  |

### Ritorno
| Arbitro: | Efthalia Mitsi |

|  |           |                                          |
|  | Marcatori | 7’, 32’, 84’ Boquete 14’, 25’, 39’ Šašić |

| Arbitro: | Kateryna Monzul' |

|         |           |                        |
| Kaci 6’ | Marcatori | 71’ Müller 74’ Jakabfi |

## Finale
| Arbitro: | Esther Staubli |

|                          |           |           |
| Šašić 32’ Islacker 90+1’ | Marcatori | 40’ Delie |